# Stefano Faustini
Pour les articles homonymes, voir Faustini.
Stefano Faustini (né le 5 août 1968 à Brescia, en Lombardie) est un coureur cycliste italien des années 1990. 

## Palmarès

### Palmarès amateur
- 1988
  - Trophée Velox
- 1989
  - 3e du Trophée Mario Zanchi
  - 3e du championnat d'Italie sur route amateurs
- 1990
  - 3e du Tour de Lombardie amateurs
- 1991
  - Circuito Castelnovese
  - Trophée Amedeo Guizzi
  - 2e du Trofeo Alcide Degasperi
- 1992
  - Giro del Valdarno
- 1993
  - Gran Premio Bongioanni
  - Giro Tre Provincie Toscane
  - 2e du Trofeo Papà Cervi
  - 3e du Grand Prix Industrie del Marmo
- 1995
  - Grand Prix Colli Rovescalesi
  - Trofeo Gianfranco Bianchin
  - Giro della Brianza
  - Piccola Tre Valli Varesine
  - Tour de Toscane espoirs
  - 1re et 5e étapes du Tour de la Vallée d'Aoste
  - Tour de Lombardie amateurs
  - 2e du Tour de la Vallée d'Aoste

## Résultats sur les grands tours

### Tour d'Italie
4 participations
- 1996 : 7e
- 1997 : non-partant (7e étape)
- 1998 : 22e
- 1999 : 111e

### Tour d'Espagne
1 participation
- 1996 : 5e